# Soltam M-65
Soltam M-65 - 120-мм міномет ізраїльського виробництва.

## Історія
Конструкція міномета була розроблена фінською фірмою Tampella в 1953. В 1960-ті ізраїльська фірма Soltam Systems купила ліцензію та почала масове виробництво з незначними змінами (так, була внесена в конструкцію нова опорна плита з шведського міномета 120 Krh/40, розроблена Отто Гансом Доннером. Знаходився на озброєнні армії Ізраїлю з 1955 до 1974.

## Конструкція
Цей важкий міномет дуже легко транспортувати вертольотами, сидати з парашутом та монтувати на мобільні носії - такі як БТР М113. В конструкції використовуються колеса від американського джипу M151.

## Варіанти
- A7. Розвиток конструкції М-65 зі збільшеною до 8500 дальністю стрільби.
- мобільні (для встановлення на різних типах техніки: БТР M3 Half-track, М113 та Stryker).

## Країни - експлуатанти
- : Ізраїль. Знятий з озброєння.
- : Гондурас
- : Іран. Поставлялись до революції, пізніше скопійовані та виготовляються без ліцензії.
- : Сінгапур. В 1971-1972 закуплено 50 мінометів.
- : Південна Африка
- : Туреччина
- : США
- : Нікарагуа В 1970-ті закуповувалися для Національної гвардії.
- Колумбія